# Ефраим Кишон
Ефраим Кишон (на латински: Ephraim Kishon; на иврит: אפרים קישון‎) е израелски писател, драматург, сценарист и филмов режисьор (номиниран за наградата „Оскар“). Той е сред най-четените съвременни сатирици в Германия.

## Биография
Роден е на 23 август 1924 г. в Будапеща, Унгария, като Ференц Хофман (Ferenc Hoffmann) в еврейско семейство от средната класа. В детството и младостта си не знае еврейски език (иврит или идиш). Баща му работи като банков служител на управленска позиция, а майка му е секретарка. Има сестра, която също става писателка.
Още в младите си години Хофман проявява литературен талант. През 1940 година печели първата си награда за свой роман, написан за конкурс за гимназисти. Поради расистките закони, които били в сила в Унгария през Втората световна война, забраняват на Хофман да продължи следването си в университет, затова започва да изучава ювелирство през 1942 година.
По време на войната нацистите го затварят последователно в няколко концентрационни лагера. В един от тях Хофман оцелява благодарение на умението си да играе шахмат: комендантът на лагера си търсел опонент. В друг лагер германците подредили всички лагеристи и разстреляли всеки десети. По този повод по-късно той пише „Направиха грешка – оставиха жив един сатирик“. Най-накрая Хофман успява да избяга от поредния концентрационен лагер, докато бива транспортиран към лагера на смъртта Собибор в окупираната от нацистите Полша. Остатъка от войната прекарва, криейки се под името Станко Андраш, словашки работник.
След войната се завръща в Будапеща и открива, че родителите и сестра му са оцелели, но много други членове на семейството му са избити в газовите камери в Аушвиц. През 1945 година променя името си от Хофман на Кишонт, за да скрие германските си корени, и се завръща в Унгария, където продължава обучението си в областта на изкуствата и литаратурата. През 1946 година завършва „История на изкуството“ и „Метална скулптура“. Започва да публикува забавни статии под псевдонима Франц Кишунт (Franz Kishunt).
През 1949 година, бягайки от комунистическия режим в Унгария, Кишонт имигрира в новооснованата държава Израел заедно с първата си съпруга Ева (Хава) Кламер. Когато пристигат в Израел, офицер от имиграционните служби официално преименува на иврит името му като Ефраим Кишон. По думите на писателя офицерът го попитал за името му и на отговора „Ференц“ заявил „Няма такова нещо“ и написал „Ефраим“, а след това ивритизирал и фамилията с „Кишон“ по името на реката, течаща край град Хайфа.
Първият му брак с Ева (Хава) Кламер завършва с развод през 1946 година. През 1959 година се жени за Сара (по баща Липовиц), от която има 3 деца: Рафаел (роден 1957), Амир (роден 1963) и Ренана (родена 1968). Сара умира през 2002 година и следващата година Кишон се жени за австрийската писателка Лиза Витазек.
През 1981 година Кишон се установява във втория си дом в Апенцел, Швейцария, твърдейки, че се чувства недооценен в Израел, но оставайки заклет ционист.
Кишон умира на 29 януари 2005 година в дома си в Швейцария вследствие пристъп на сърдечна недостатъчност. Тялото му е изпратено в Израел и погребано в гробището Трумпелдор в Тел Авив.